# 蓋維爾 (紐約州帕特南縣)
蓋維爾（英語：Gayville）是位於美國紐約州帕特南縣的非建制地區。

## 地理
蓋維爾所處的海拔為高於海平面157米（即515英呎），而該地所採用的時區為UTC-5，即北美东部时区（EST）。同時該地設有夏令時間，為UTC-5調快一小時，即UTC-4（EDT）。